# Hino do Estado da República da Calmúquia
O Hino Nacional da República da Calmúquia (em calmuco: Хальмг Таңһчин частр, Haľmg Tañğçin çastr; em russo:  Гимн Республики Калмыкия) é o título do hino da República da Calmúquia, um divisão federal da Federação Russa.
A melodia da música é uma típica música calmuca composta por Arkadiy Mandzhiyev (em calmuco: Аркадий Манджиев) e letras por Vera Shurgayeva (Вера Шургаева).

## História
O Conselho Supremo da República da Calmúquia anunciou a proclamação da soberania da república, em outubro de 1990. No dia 18, do Supremo Conselho do Calmúquia Soviética, aprovou a Declaração sobre a Soberania do Estado, de acordo com o qual os Calmúquia ASSR tornou-se a Calmúquia RSS. Pela resolução do Supremo Conselho, de 20 de fevereiro de 1992, № 336-IX, a Calmúquia SSR foi renomeada República da Calmúquia (Хальмг Таңһчин). Em conformidade com o Decreto do Presidium do Supremo Conselho da Calmúquia RSS a partir de 7 de junho de 1991, № 243-P -1X, um concurso foi anunciado na república, de criar novos símbolos do estado da Calmúquia RSS.
Como resultado, o Supremo Conselho da Calmúquia aprovou o hino em 30 de outubro de 1992, junto com a sua música e a letra. O hino foi, também, aprovado pela Lei específica da República da Calmúquia, de 4 de novembro de 1992, que "No Suplemento da Constituição (Lei fundamental) de Calmúquia SSR Artigo 158-1".

## Regulamentos
A ordem, o local e o tempo de execução do hino nacional são definidos por Lei da República da Calmúquia, de 11 de junho de 1996, № 44-I-3 "Em Símbolos do Estado da República da Calmúquia". De acordo com o Art. 16 da referida Lei, o hino é realizado durante as cerimônias solenes e outros eventos realizados por órgãos do estado, ao levantar a bandeira nacional. Depois de um recém-nomeado Chefe toma juramento, o hino se executa logo após. O hino também pode ser executado durante aberturas de cerimonial reuniões do Parlamento (e.g. Pessoas Khural da Calmúquia) e durante aberturas de memoriais e monumentos. Ele pode ser executado durante as visitas pelos mais altos funcionários da Rússia (ou de seus assuntos federal), a CEI, e em outros países (depois de seus hinos foram executados). Khalmg Tanghchin chastr também é executado em aberturas e encerramentos de comícios solenes, reuniões, em honra de equipes de esportes, e comemorações oficiais. Além disso, o hino pode ser executado enquanto imposição de  coroas de flores para o túmulo de vítimas da repressão política e os mortos, na defesa de seus étnica pátria.